# True Crime: Streets of LA
True Crime: Streets of LA ist ein von Luxoflux entwickeltes und von Activision veröffentlichtes Computerspiel. Nachfolger von Streets of LA ist True Crime: New York City. Streets of LA orientiert sich stark an Rockstar Games Erfolgsreihe Grand Theft Auto (GTA).
Am 30. Dezember 2014 gab Activision bekannt, den Vertrieb der True-Crime-Reihe eingestellt zu haben.

## Handlung
Der Spieler übernimmt die Rolle des Polizisten Nick Kang, der wegen seiner brutalen Vorgehensweise vom Dienst suspendiert wurde. Die Chefin der Undercover-Spezialeinheit „E.O.D.“ wird auf ihn aufmerksam und verschafft ihm einen Job. Hier ist seine Handlungsweise sogar sehr erwünscht. Fortan muss sich Kang mit den Gangs der Stadt anlegen und nebenbei den Mord an seinem Vater aufklären. Seine Kenntnisse der fernöstlichen Kampfkunst helfen ihm dabei den Kampf gegen rivalisierende Gangs der russischen und chinesischen Mafia zu bestehen.

## Gameplay
Die originalgetreue Nachbildung von Los Angeles umfasst 250 Quadratkilometer. Es existieren über 100 verschiedene Missionen, die auf acht Episoden verteilt sind. Die einzelnen Missionen werden durch Zwischensequenzen eingeleitet, die die Handlung voranbringen. Den Hauptteil der Missionen machen Fahrten und Schusswechsel aus. Daneben gibt es einen leichten Anteil von Stealth-Elementen sowie Beat-’em-up-Elementen. Der typische Ablauf der Missionen sieht wie folgt aus: Der Spieler fährt zu einem auf der Spielkarte markierten Ort. Dort wartet in der Regel ein Level auf den Spieler, d. h. ein vorher nicht erreichbarer Schauplatz, wie z. B. das Innere eines Cafés. Der Spieler muss nun entweder sich mit Waffen durch eine Reihe von Gegnern durchkämpfen oder muss ohne Aufmerksamkeit zu erregen sich irgendwo einschleichen (Stealth-Element) oder muss ohne Waffen einige Gegner besiegen (Beat-em-up-Element).
Die Missionen können teilweise übersprungen werden, d. h., es ist nicht erforderlich jede Mission auszuführen. Missionen, die scheitern (und übersprungen werden) führen zu einer Variation in der Handlung, die daher nicht linear ist. Jedoch muss eine gewisse Anzahl von Missionen in einer Episode bestanden werden, damit andere Episoden begonnen werden können.
Der Spieler erhält auch eine "good cop/bad cop"-Bewertung, je nachdem wie er bei den Missionen vorgeht. Die Bewertung führt zu drei verschiedenen Enden der Handlung. Eine dieser Enden ist z. B. ein vorgezogenes Ende, die dann erreicht wird, wenn der Spieler zu viele "bad cop"-Bewertungen erhält.
Neben den Missionen in der Haupthandlung existieren noch Zufallsmissionen, in denen der Spieler zu zufällig auf der Karte erscheinenden Markierungen fahren muss, um dort Kriminelle zu fassen.

## Hintergrund und Verbindungen
Streets of LA benutzt viele Elemente und Stilmittel anderer erfolgreicher Computerspiele. Zum Beispiel kann Kang jederzeit einen Max Payne-typischen Hechtsprung ausführen und in der für diese Serie typischen Bullet Time agieren. Gepaart wurden diese Stilmittel mit Matrix-typischen Kampfstilen und Bewegungen. Durch die Ästhetisierung von Gewaltakten, die brutalen Handlungsweisen Kangs und die Selbstjustiz, welche Kang anwendet, um den Mord an seinem Vater aufzuklären, wurde die Altersfreigabe auf 18 Jahre festgelegt.
Synchronsprecher für die Figuren im Spiel waren Gary Oldman, Michael Madsen, Christopher Walken, Russell Wong und Michelle Rodríguez.